# 清滝インターチェンジ
清滝インターチェンジ（きよたきインターチェンジ）は、栃木県日光市清滝にある日光宇都宮道路のインターチェンジである。
日光宇都宮道路の終点であり、足尾やいろは坂、奥日光地域の中禅寺湖や戦場ヶ原、日光湯元温泉などへのアクセスに用いられる。また、冬季以外はその先の金精トンネルを経由し群馬県側の丸沼高原や沼田市方面へのアクセスも可能である。

## 道路
- E81 日光宇都宮道路（5番）

本ICには料金所が設置されていない（隣の日光IC/TBで料金徴収）。

## 接続する路線
- 国道120号（清滝バイパス）
  - 約2キロメートル西側の細尾大谷橋交差点で国道122号が分岐する。

## 歴史
- 1981年（昭和56年）10月6日：日光IC - 当IC間の開通により供用開始。

## 隣
E81 日光宇都宮道路
(4) 日光IC/TB - (5) 清滝IC